# Liste der Lieder von Radiohead

Logo der Band

Dies ist eine Liste der Lieder der britischen Alternative-Rock-Band Radiohead. Die Liste ist nach Erscheinungsdatum geordnet. Sie gibt Auskunft über Länge, Album und Erscheinungsdatum. Sie enthält alle Lieder der bisher veröffentlichten Alben, Singles und EPs, demnach auch alle B-Seiten.

## Alben
- 1993: Pablo Honey
- 1995: The Bends
- 1997: OK Computer
- 2000: Kid A
- 2001: Amnesiac
- 2003: Hail to the Thief
- 2007: In Rainbows
- 2011: The King of Limbs
- 2016: A Moon Shaped Pool

## 161 Lieder

### 1992
| # | Titel                   | Dauer | Album                      | Erscheinungsdatum  |
| - | ----------------------- | ----- | -------------------------- | ------------------ |
| 1 | Stupid Car              | 2:25  | Drill (EP)                 | 5. Mai 1992        |
| 2 | Creep                   | 3:56  | Pablo Honey Creep (Single) | 21. September 1992 |
| 3 | Inside My Head          | 3:12  | Creep (Single)             | 21. September 1992 |
| 4 | Million Dollar Question | 3:18  | Creep (Single)             | 21. September 1992 |

### 1993
| #  | Titel                     | Dauer | Album                                                                           | Erscheinungsdatum |
| -- | ------------------------- | ----- | ------------------------------------------------------------------------------- | ----------------- |
| 1  | Anyone Can Play Guitar    | 3:38  | Pablo Honey Anyone Can Play Guitar (Single)                                     | 1. Februar 1993   |
| 2  | Faithless, the Wonder Boy | 4:09  | Anyone Can Play Guitar (Single)                                                 | 1. Februar 1993   |
| 3  | Coke Babies               | 2:59  | Anyone Can Play Guitar (Single)                                                 | 1. Februar 1993   |
| 4  | You                       | 3:29  | Pablo Honey                                                                     | 22. Februar 1993  |
| 5  | How Do You                | 2:12  | Pablo Honey                                                                     | 22. Februar 1993  |
| 6  | Stop Whispering           | 5:26  | Pablo Honey Stop Whispering (Single)                                            | 22. Februar 1993  |
| 7  | Thinking About You        | 2:41  | Pablo Honey                                                                     | 22. Februar 1993  |
| 8  | Ripcord                   | 3:10  | Pablo Honey                                                                     | 22. Februar 1993  |
| 9  | Vegetable                 | 3:13  | Pablo Honey                                                                     | 22. Februar 1993  |
| 10 | Prove Yourself            | 2.25  | Pablo Honey                                                                     | 22. Februar 1993  |
| 11 | I Can't                   | 4:13  | Pablo Honey                                                                     | 22. Februar 1993  |
| 12 | Lurgee                    | 3:08  | Pablo Honey Creep (Single)                                                      | 22. Februar 1993  |
| 13 | Blow Out                  | 4:40  | Pablo Honey                                                                     | 22. Februar 1993  |
| 14 | Pop Is Dead               | 2:13  | Pop Is Dead (Single) Stop Whispering (Single) / Anyone Can Play Guitar (Single) | 10. Mai 1993      |
| 15 | Yes I Am                  | 4:23  | Creep (Single)                                                                  | 6. September 1993 |

### 1994
| # | Titel                            | Dauer | Album                       | Erscheinungsdatum |
| - | -------------------------------- | ----- | --------------------------- | ----------------- |
| 1 | My Iron Lung                     | 4:36  | The Bends My Iron Lung (EP) | 24. Oktober 1994  |
| 2 | The Trickster                    | 4:40  | My Iron Lung (EP)           | 24. Oktober 1994  |
| 3 | Lewis (Mistreated)               | 3:19  | My Iron Lung (EP)           | 24. Oktober 1994  |
| 4 | Punchdrunk Lovesick Singalong    | 4:40  | My Iron Lung (EP)           | 24. Oktober 1994  |
| 5 | Permanent Daylight               | 2:48  | My Iron Lung (EP)           | 24. Oktober 1994  |
| 6 | Lozenge of Love                  | 2:16  | My Iron Lung (EP)           | 24. Oktober 1994  |
| 7 | You Never Wash Up After Yourself | 1:44  | My Iron Lung (EP)           | 24. Oktober 1994  |

### 1995
| #  | Titel                      | Dauer | Album                                        | Erscheinungsdatum |
| -- | -------------------------- | ----- | -------------------------------------------- | ----------------- |
| 1  | High And Dry               | 4:17  | The Bends High & Dry / Planet Telex (Single) | 27. Februar 1995  |
| 2  | Planet Telex               | 4:19  | The Bends High & Dry / Planet Telex (Single) | 27. Februar 1995  |
| 3  | Maquiladora                | 3:27  | High & Dry / Planet Telex (Single)           | 27. Februar 1995  |
| 4  | Killer Cars                | 3:02  | High & Dry / Planet Telex (Single)           | 27. Februar 1995  |
| 5  | The Bends                  | 4:06  | The Bends                                    | 13. März 1995     |
| 6  | Fake Plastic Trees         | 4:50  | The Bends Fake Plastic Trees (Single)        | 13. März 1995     |
| 7  | Bones                      | 3:09  | The Bends                                    | 13. März 1995     |
| 8  | (Nice Dream)               | 3:53  | The Bends                                    | 13. März 1995     |
| 9  | Just                       | 3:54  | The Bends Just (Single)                      | 13. März 1995     |
| 10 | Bullet Proof..I Wish I Was | 3:28  | The Bends                                    | 13. März 1995     |
| 11 | Black Star                 | 4:07  | The Bends                                    | 13. März 1995     |
| 12 | Sulk                       | 3:42  | The Bends                                    | 13. März 1995     |
| 13 | Street Spirit (Fade Out)   | 4:12  | The Bends Street Spirit (Fade Out) (Single)  | 13. März 1995     |
| 14 | India Rubber               | 3:26  | Fake Plastic Trees (Single)                  | 15. Mai 1995      |
| 15 | How Can You Be Sure?       | 4:21  | Fake Plastic Trees (Single)                  | 15. Mai 1995      |

### 1996
| # | Titel          | Dauer | Album                                                                   | Erscheinungsdatum |
| - | -------------- | ----- | ----------------------------------------------------------------------- | ----------------- |
| 1 | Talk Show Host | 4:41  | Street Spirit (Fade Out) (Single)                                       | 26. Januar 1996   |
| 2 | Bishop's Robes | 3:25  | Street Spirit (Fade Out) (Single) No Surprises/Running from Demons (EP) | 26. Januar 1996   |
| 3 | Banana Co.     | 2:20  | Street Spirit (Fade Out) (Single)                                       | 26. Januar 1996   |
| 4 | Molasses       | 2:26  | Street Spirit (Fade Out) (Single)                                       | 26. Januar 1996   |

### 1997
| #  | Titel                       | Dauer | Album                                                                                           | Erscheinungsdatum |
| -- | --------------------------- | ----- | ----------------------------------------------------------------------------------------------- | ----------------- |
| 1  | Airbag                      | 4:44  | OK Computer Airbag/How Am I Driving? (EP)                                                       | 21. Mai 1997      |
| 2  | Paranoid Android            | 6:23  | OK Computer Paranoid Android (Single)                                                           | 21. Mai 1997      |
| 3  | Subterranean Homesick Alien | 4:27  | OK Computer                                                                                     | 21. Mai 1997      |
| 4  | Exit Music (For a Film)     | 4:24  | OK Computer                                                                                     | 21. Mai 1997      |
| 5  | Let Down                    | 4:59  | OK Computer                                                                                     | 21. Mai 1997      |
| 6  | Karma Police                | 4:21  | OK Computer Karma Police (Single)                                                               | 21. Mai 1997      |
| 7  | Fitter Happier              | 1:57  | OK Computer                                                                                     | 21. Mai 1997      |
| 8  | Electioneering              | 3:50  | OK Computer                                                                                     | 21. Mai 1997      |
| 9  | Climbing Up the Walls       | 4:45  | OK Computer                                                                                     | 21. Mai 1997      |
| 10 | No Surprises                | 3:48  | OK Computer No Surprises (Single) / No Surprises/Running from Demons (EP)                       | 21. Mai 1997      |
| 11 | Lucky                       | 4:19  | OK Computer Lucky (Single)                                                                      | 21. Mai 1997      |
| 12 | The Tourist                 | 5:24  | OK Computer                                                                                     | 21. Mai 1997      |
| 13 | Polyethylene (Parts 1 & 2)  | 4:22  | Airbag/How Am I Driving? (EP) Paranoid Android (Single)                                         | 26. Mai 1997      |
| 14 | Pearly*                     | 3:38  | Airbag/How Am I Driving? (EP) Paranoid Android (Single) / No Surprises/Running from Demons (EP) | 26. Mai 1997      |
| 15 | A Reminder                  | 3:51  | Airbag/How Am I Driving? (EP) Paranoid Android (Single) / No Surprises/Running from Demons (EP) | 26. Mai 1997      |
| 16 | Melatonin                   | 2:08  | Airbag/How Am I Driving? (EP) Paranoid Android (Single) / No Surprises/Running from Demons (EP) | 26. Mai 1997      |
| 17 | Meeting in the Aisle        | 3:07  | Airbag/How Am I Driving? (EP) Karma Police (Single) / No Surprises/Running from Demons (EP)     | 25. August 1997   |
| 18 | Lull                        | 2:28  | Karma Police (Single)                                                                           | 25. August 1997   |

### 1998
| # | Titel                  | Dauer | Album                                               | Erscheinungsdatum |
| - | ---------------------- | ----- | --------------------------------------------------- | ----------------- |
| 1 | Palo Alto              | 3:43  | Airbag/How Am I Driving? (EP) No Surprises (Single) | 12. Januar 1998   |
| 2 | How I Made My Millions | 3:07  | No Surprises (Single)                               | 12. Januar 1998   |

### 2000
| #  | Titel                         | Dauer | Album | Erscheinungsdatum |
| -- | ----------------------------- | ----- | ----- | ----------------- |
| 1  | Everything in Its Right Place | 4:11  | Kid A | 2. Oktober 2000   |
| 2  | Kid A                         | 4:44  | Kid A | 2. Oktober 2000   |
| 3  | The National Anthem           | 5:48  | Kid A | 2. Oktober 2000   |
| 4  | How To Disappear Completely   | 5:55  | Kid A | 2. Oktober 2000   |
| 5  | Treefingers                   | 3:42  | Kid A | 2. Oktober 2000   |
| 6  | Optimistic                    | 5:16  | Kid A | 2. Oktober 2000   |
| 7  | In Limbo                      | 3:31  | Kid A | 2. Oktober 2000   |
| 8  | Idioteque                     | 5:08  | Kid A | 2. Oktober 2000   |
| 9  | Morning Bell                  | 4:35  | Kid A | 2. Oktober 2000   |
| 10 | Motion Picture Soundtrack     | 7:01  | Kid A | 2. Oktober 2000   |

### 2001
| #  | Titel                                   | Dauer | Album                          | Erscheinungsdatum |
| -- | --------------------------------------- | ----- | ------------------------------ | ----------------- |
| 1  | Pyramid Song                            | 4:51  | Amnesiac Pyramid Song (Single) | 21. Mai 2001      |
| 2  | The Amazing Sounds of Orgy              | 3:38  | Pyramid Song (Single)          | 21. Mai 2001      |
| 3  | Trans-Atlantic Drawl                    | 3:02  | Pyramid Song (Single)          | 21. Mai 2001      |
| 4  | Fast-Track                              | 3:17  | Pyramid Song (Single)          | 21. Mai 2001      |
| 5  | Kinetic                                 | 4:05  | Pyramid Song (Single)          | 21. Mai 2001      |
| 6  | Packt Like Sardines in a Crushd Tin Box | 4:00  | Amnesiac                       | 5. Juni 2001      |
| 7  | Pulk/Pull Revolving Doors               | 4:06  | Amnesiac                       | 5. Juni 2001      |
| 8  | You And Whose Army?                     | 3:10  | Amnesiac                       | 5. Juni 2001      |
| 9  | I Might Be Wrong                        | 4:53  | Amnesiac                       | 5. Juni 2001      |
| 10 | Knives Out                              | 4:14  | Amnesiac Knives Out (Single)   | 5. Juni 2001      |
| 11 | Morning Bell/Amnesiac                   | 3:14  | Amnesiac                       | 5. Juni 2001      |
| 12 | Dollars and Cents                       | 4:51  | Amnesiac                       | 5. Juni 2001      |
| 13 | Hunting Bears                           | 2:01  | Amnesiac                       | 5. Juni 2001      |
| 14 | Like Spinning Plates                    | 3:57  | Amnesiac                       | 5. Juni 2001      |
| 15 | Life In a Glasshouse                    | 4:34  | Amnesiac                       | 5. Juni 2001      |
| 16 | Cuttooth                                | 5:24  | Knives Out (Single)            | 5. August 2001    |
| 17 | Worrywort                               | 4:37  | Knives Out (Single)            | 5. August 2001    |
| 18 | Fog                                     | 4:05  | Knives Out (Single)            | 5. August 2001    |

### 2003
| #  | Titel                                                 | Dauer | Album                                            | Erscheinungsdatum |
| -- | ----------------------------------------------------- | ----- | ------------------------------------------------ | ----------------- |
| 1  | There There. (The Boney King Of Nowhere.)             | 5:23  | Hail To The Thief There There (Single)           | 26. Mai 2003      |
| 2  | Paperbag Writer                                       | 3:58  | COM LAG (2plus2isfive) (EP) There There (Single) | 26. Mai 2003      |
| 3  | Where Bluebirds Fly                                   | 4:32  | COM LAG (2plus2isfive) (EP) There There (Single) | 26. Mai 2003      |
| 4  | 2+2=5. (The Lukewarm.)                                | 3:19  | Hail To The Thief 2+2=5 (Single)                 | 9. Juni 2003      |
| 5  | Sit Down. Stand Up. (Snakes & Ladders.)               | 4:19  | Hail To The Thief                                | 9. Juni 2003      |
| 6  | Sail to the Moon. (Brush The Cobwebs Out Of The Sky.) | 4:18  | Hail To The Thief                                | 9. Juni 2003      |
| 7  | Backdrifts. (Honeymoon Is Over.)                      | 5:22  | Hail To The Thief                                | 9. Juni 2003      |
| 8  | Go to Sleep. (Little Man Being Erased.)               | 3:21  | Hail To The Thief Go to Sleep (Single)           | 9. Juni 2003      |
| 9  | Where I End And You Begin. (The Sky Is Falling In.)   | 4:29  | Hail To The Thief                                | 9. Juni 2003      |
| 10 | We Suck Young Blood. (Your Time Is Up.)               | 4:56  | Hail To The Thief                                | 9. Juni 2003      |
| 11 | The Gloaming. (Softly Open Our Mouths In The Cold.)   | 3:32  | Hail To The Thief                                | 9. Juni 2003      |
| 12 | I Will. (No Man's Land.)                              | 1:59  | Hail To The Thief                                | 9. Juni 2003      |
| 13 | A Punchup At A Wedding. (No No No No No No No No.)    | 4:57  | Hail To The Thief                                | 9. Juni 2003      |
| 14 | Myxomatosis. (Judge, Jury & Executioner.)             | 3:52  | Hail To The Thief                                | 9. Juni 2003      |
| 15 | Scatterbrain. (As Dead As Leaves.)                    | 3:21  | Hail To The Thief                                | 9. Juni 2003      |
| 16 | A Wolf At The Door. (It Girl. Rag Doll.)              | 3:23  | Hail To The Thief                                | 9. Juni 2003      |
| 17 | I Am Citizen Insane                                   | 3:34  | COM LAG (2plus2isfive) (EP) Go to Sleep (Single) | 18. August 2003   |
| 18 | I Am a Wicked Child                                   | 3:08  | COM LAG (2plus2isfive) (EP) Go to Sleep (Single) | 18. August 2003   |
| 19 | Gagging Order                                         | 3:37  | COM LAG (2plus2isfive) (EP) Go to Sleep (Single) | 18. August 2003   |

### 2005
| # | Titel               | Dauer | Album                    | Erscheinungsdatum |
| - | ------------------- | ----- | ------------------------ | ----------------- |
| 1 | I Want None of This | 3:15  | Help!: A Day in the Life | 9. September 2005 |

### 2007
| #  | Titel                     | Dauer | Album                                          | Erscheinungsdatum |
| -- | ------------------------- | ----- | ---------------------------------------------- | ----------------- |
| 1  | 15 Step                   | 3:57  | In Rainbows                                    | 10. Oktober 2007  |
| 2  | Bodysnatchers             | 4:02  | In Rainbows                                    | 10. Oktober 2007  |
| 3  | Nude                      | 4:15  | In Rainbows Nude (Single)                      | 10. Oktober 2007  |
| 4  | Weird Fishes/Arpeggi      | 5:18  | In Rainbows                                    | 10. Oktober 2007  |
| 5  | All I Need                | 3:48  | In Rainbows                                    | 10. Oktober 2007  |
| 6  | Faust Arp                 | 2:09  | In Rainbows                                    | 10. Oktober 2007  |
| 7  | Reckoner                  | 4:50  | In Rainbows                                    | 10. Oktober 2007  |
| 8  | House of Cards            | 5:28  | In Rainbows                                    | 10. Oktober 2007  |
| 9  | Jigsaw Falling into Place | 4:09  | In Rainbows Jigsaw Falling into Place (Single) | 10. Oktober 2007  |
| 10 | Videotape                 | 4:39  | In Rainbows                                    | 10. Oktober 2007  |
| 11 | MK 1                      | 1:04  | In Rainbows [Bonusdisc]                        | 10. Oktober 2007  |
| 12 | Down Is the New Up        | 4:59  | In Rainbows [Bonusdisc] Nude (Single)          | 10. Oktober 2007  |
| 13 | Go Slowly                 | 3:48  | In Rainbows [Bonusdisc]                        | 10. Oktober 2007  |
| 14 | MK 2                      | 0:53  | In Rainbows [Bonusdisc]                        | 10. Oktober 2007  |
| 15 | Last Flowers              | 4:27  | In Rainbows [Bonusdisc]                        | 10. Oktober 2007  |
| 16 | Up on the Ladder          | 4:17  | In Rainbows [Bonusdisc]                        | 10. Oktober 2007  |
| 17 | Bangers + Mash            | 3:20  | In Rainbows [Bonusdisc]                        | 10. Oktober 2007  |
| 18 | 4 Minute Warning          | 4:06  | In Rainbows [Bonusdisc] Nude (Single)          | 10. Oktober 2007  |

### 2009
| # | Titel                      | Dauer | Album                               | Erscheinungsdatum |
| - | -------------------------- | ----- | ----------------------------------- | ----------------- |
| 1 | Harry Patch (In Memory Of) | 5:33  | Harry Patch (In Memory Of) (Single) | 5. August 2009    |
| 2 | These Are My Twisted Words | 5:31  | These Are My Twisted Words (Single) | 17. August 2009   |

### 2011
| #  | Titel             | Dauer | Album                              | Erscheinungsdatum |
| -- | ----------------- | ----- | ---------------------------------- | ----------------- |
| 1  | Bloom             | 5:15  | The King of Limbs                  | 18. Februar 2011  |
| 2  | Morning Mr Magpie | 4:41  | The King of Limbs                  | 18. Februar 2011  |
| 3  | Little by Little  | 4:27  | The King of Limbs                  | 18. Februar 2011  |
| 4  | Feral             | 3:13  | The King of Limbs                  | 18. Februar 2011  |
| 5  | Lotus Flower      | 5:01  | The King of Limbs                  | 18. Februar 2011  |
| 6  | Codex             | 4:47  | The King of Limbs                  | 18. Februar 2011  |
| 7  | Give Up the Ghost | 4:50  | The King of Limbs                  | 18. Februar 2011  |
| 8  | Separator         | 5:20  | The King of Limbs                  | 18. Februar 2011  |
| 9  | Supercollider     | 7:02  | Supercollider/The Butcher (Single) | 16. April 2011    |
| 10 | The Butcher       | 4:35  | Supercollider/The Butcher (Single) | 16. April 2011    |
| 11 | The Daily Mail    | 3:37  | The Daily Mail/Staircase (Single)  | 19. Dezember 2011 |
| 12 | Staircase         | 4:31  | The Daily Mail/Staircase (Single)  | 19. Dezember 2011 |

### 2015
| # | Titel   | Dauer | Album                                    | Erscheinungsdatum |
| - | ------- | ----- | ---------------------------------------- | ----------------- |
| 1 | Spectre | 3:19  | Spectre (Single) Burn The Witch (Single) | 25. Dezember 2015 |

### 2016
| #  | Titel                                                           | Dauer | Album                                                 | Erscheinungsdatum  |
| -- | --------------------------------------------------------------- | ----- | ----------------------------------------------------- | ------------------ |
| 1  | Burn the Witch                                                  | 3:40  | A Moon Shaped Pool Burn The Witch (Single)            | 3. Mai 2016        |
| 2  | Daydreaming                                                     | 6:24  | A Moon Shaped Pool Daydreaming (Single)               | 6. Mai 2016        |
| 3  | Decks Dark                                                      | 4:41  | A Moon Shaped Pool                                    | 8. Mai 2016        |
| 4  | Desert Island Disk                                              | 3:44  | A Moon Shaped Pool                                    | 8. Mai 2016        |
| 5  | Ful Stop                                                        | 6:07  | A Moon Shaped Pool                                    | 8. Mai 2016        |
| 6  | Glass Eyes                                                      | 2:52  | A Moon Shaped Pool                                    | 8. Mai 2016        |
| 7  | Identikit                                                       | 4:26  | A Moon Shaped Pool                                    | 8. Mai 2016        |
| 8  | The Numbers                                                     | 5:45  | A Moon Shaped Pool                                    | 8. Mai 2016        |
| 9  | Present Tense                                                   | 5:06  | A Moon Shaped Pool                                    | 8. Mai 2016        |
| 10 | Tinker Tailer Soldier Sailor Rich Man Poor Man Beggar Man Thief | 5:03  | A Moon Shaped Pool                                    | 8. Mai 2016        |
| 11 | True Love Waits                                                 | 4:43  | A Moon Shaped Pool I Might Be Wrong – Live Recordings | 8. Mai 2016        |
| 12 | Ill Wind                                                        | 4:16  | A Moon Shaped Pool [Special Edition]                  | 28. September 2016 |

### 2017
| # | Titel      | Dauer | Album                         | Erscheinungsdatum |
| - | ---------- | ----- | ----------------------------- | ----------------- |
| 1 | I Promise  | 3:59  | OK Computer OKNOTOK 1997 2017 | 2. Juni 2017      |
| 2 | Man of War | 4:29  | OK Computer OKNOTOK 1997 2017 | 22. Juni 2017     |
| 3 | Lift       | 4:07  | OK Computer OKNOTOK 1997 2017 | 23. Juni 2017     |